# Котанджян, Гайк Саргисович
Гайк Саргисович Котанджян (р. 25 июля 1945 года, г. Ленинакан, Армянская ССР, СССР) — армянский военный дипломат, учредитель и глава Института национальных стратегических исследований (ИНСИ) МО РА, президент Ассоциации политической науки Армении.
В XIX веке его предки переселились в Карс, затем в Александрополь из высокогорных районов Западной Армении: Эрзерума (Хасанкала, Верин Басен) и Сасуна (Кахкик-Давти берд).

## Деятельность
Гайк Котанджян — основатель школы политологии национальной безопасности в Республике Армения, доктор политических наук по цивилизационным исследованиям в области национальной безопасности (Академия управления при Президенте Российской Федерации, Москва, 1992) с учёным званием профессора по специальности «Политология» (ГИУА, 1995; ВАК РА, 2015), научный эксперт по контртерроризму (Национальный университет обороны США, Вашингтон, округ Колумбия, 2004.), член Научно-экспертного совета ОДКБ.
2006—2016 гг. Начальник-учредитель Института национальных стратегических исследований имени Драстамата Канаяна МО РА-Советник Министра обороны. С 2016 г. Начальник Национального исследовательского университета обороны МО РА.
Гайк Котанджян служит в Вооруженных Силах Республики Армения с 1992 года, срочную службу провел в ВМФ СССР. Он генерал-лейтенант ВС РА, имеет дипломатический ранг Чрезвычайного Посланника и Полномочного Министра.
После кончины Генерального секретаря ЦК КПСС Л. Брежнева, Г. Котанджян как советник — посланник ЦК КПСС, в 1982—1983 гг. в течение полутора лет служил в качестве координатора постоянно-действующей комиссии по стратегической переоценке советской политики в Афганистане (Кабул) и принимал участие в разработке таких чувствительных разделов новой политики, как методология склонения организаций моджахедов к сотрудничеству с властями. Именно ему, 37-летнему кандидату философских наук, откомандированному на войну с поста заместителя заведующего отделом науки ЦК КП Армении, была поручена координация разработки и создания первой в истории Афганистана Национальной академии наук (научный руководитель проекта — Президент АН Тадж. ССР академик М. Асимов).
Г. Котанджян — учредитель и председатель Профессионального совета 056 при ИНСИ ВС РА по присвоению докторских степеней в области политологии и международных отношений.
Впервые в вооружённых силах Армении он создал:
- Отдел военной политики Министерства обороны РА (1992 г.), который позже был преобразован в Управление международных сношений и военного сотрудничества (1996 г.), был его основателем и руководителем[6][7];
- Первую авторскую разработку Министерства обороны РА стратегического масштаба по национальной безопасности «Основы военной политики РА: военно-политический аспект национальной безопасности»  (1992)[8][9];
- Военно-научный журнал МО РА «Армянская Армия» (1994 г.);
- Систему военной дипломатии ВС РА с организацией сети военных атташатов (1995—1998 гг.), создал и руководил первым в США военным офисом РА, был аккредитован в разведках обороны, сухопутных войск, ВВС и ВМС США (1998—2002 гг.)[6];
- На основе разработанного им проекта в период стажировки в институте Национальных стратегических исследований Национального университета обороны США (2003—2006, Вашингтон-Ереван) — Институт национальных стратегических исследований (ИНСИ) МО РА;[6]
- журнал стратегических исследований «Рабочие тетради» Института национальных стратегических исследований (ИНСИ) МО РА (2007 г.);
- Первую аспирантуру в системе ВС РА (2007 г.)[1];
- Ассоциацию политической науки Армении (2011 г.), став её основателем-председателем и почетным президентом[10].

Доктор, генерал Г. Котанджян в 2005—2007 гг. осуществлял научное руководство межведомственным процессом разработки первого в истории РА документа общегосударственного стратегического калибра в области национальной безопасности — «Стратегия национальной безопасности», основанной на монографии «Основы разработки стратегии национальной безопасности Армении в контексте архитектуры региональной безопасности Южного Кавказа», которая была им подготовлена в Национальном университете обороны США (2004—2005, Вашингтон — Ереван). Данной работе предшествовало сравнительное политологическое исследование методологий политико-безопасностного мышления РФ и США, проведенное им в научном сотрудничестве с кафедрой «Национальной безопасности» РАГС при Президенте РФ и Институтом национальных стратегических исследований Национального университета обороны США.

## Образование
В 1971 г. подготовив дипломную работу по теме проектирование систем «человек-машина» на кафедре Инженерной психологии Ленинградского государственного университета (проф. А. Крылов) и на кафедре Автоматизированных систем управления и надежности Высшего военно-морского инженерного училища им. Дзержинского (проф. А. Губинский) и будучи ленинским стипендиатом, с абсолютным отличием окончил факультет технической кибернетики Ереванского политехнического института.
Г. Котанджян — выпускник кафедры «Социальной психологии» стационарной аспирантуры Академии общественных наук ЦК КПСС. Он защитил диссертацию по американским теориям психологии менеджмента и получил степень кандидата философских наук (1981, Москва).
В 1992 гг. в Москве окончил стационарную докторантуру в области политики национальной безопасности в Центре политических исследований Российской академии управления при Президенте РФ.
В 1996 г. тайным голосованием он был избран действительным членом Академии военных наук РФ (Отделение национальной безопасности и геополитики).
В 1998 г. окончил Европейский колледж стратегических исследований в области безопасности им. Джорджа Маршалла.
В 2001 г. окончил в США Программу «Оборонный стратегический анализ в XXI веке» Магистрской школы корпорации «РЭНД».
2003—2004 гг. — научная стажировка в Национальном университете обороны США.
В 2008 г. был избран лучшим выпускником Европейского колледжа стратегических исследований в области безопасности им. Джорджа Маршалла.
В 2010 г. был приглашённым исследователем Программы национальной безопасности в Школе государственного управления им. Кеннеди Гарвардского университета. В 2011 г. был ведущим приглашённым профессором в Институте национальных стратегических исследований Национального университета обороны США.
В 2015 г. он окончил программу «Кибербезопасность: Пересечение политики и технологий» Гарвардской школы Кеннеди.
Г. Котанджян автор 10 монографий на русском, английском и немецком языках. Он награждён орденами и медалями Советского Союза, Республики Армения, Нагорно-Карабахской Республики (медалью «Благодарность»), Афганистана и США (Легион почета),, а также боевым оружием.

## Роль в Перестройке
Гайк Котанджян в 1972-78 гг. был первым секретарем Ленинаканского горкома ЛКСМА, ответорганизатором по Казахстану отдела комсомольских органов ЦК ВЛКСМ, первым секретарем ЦК ЛКСМ Армении. В 1981—1985 г.г. он был заместителем заведующего отделом науки и учебных заведений ЦК компартии Армении, курировал академию наук и вузы Армянской ССР. По окончании специальной аспирантской подготовки в Академии общественных наук ЦК КПСС Гайк Котанджян был зачислен в политический резерв руководящего состава ЦК КПСС. Он несколько лет возглавлял союзно-республиканский Госкомитет Армянской ССР по профессионально-техническому образованию Армении (со статусом министра, члена правительства). При поддержке Правительства Армянской ССР и Госкомитета СССР по профтехобразованию он возглавил разработку целевой программы по комплексной модернизации системы профтехобразования республики с привлечением передовых технико-технологических ресурсов министерств оборонного комплекса СССР, представленных в промышленности Армянской ССР.
В 1986 г. Г. Котанджян стал руководителем Разданского района, в котором был сосредоточен ряд ведущих предприятий оборонной промышленности СССР. В июле и декабре 1987 года он, будучи членом ЦК КПА, на пленумах ЦК публично вступил в конфликт с руководством Коммунистической партии Армении, обвиняя коммунистических лидеров в поощрении коррупции и протекционизма, а также в саботаже политики реформ в СССР, направленных на модернизацию общества, более известной как «Перестройка». Позиция Котанджяна относительно реформ была поддержана интеллектуальными либерально-демократическими кругами СССР и реформистской фракцией Коммунистической партии в Москве.
В 1988 г. по его указанию сотрудники разданских правоохранительных органов, в условиях надёжной секретности, зарегистрировали свидетельства беженцев в домах отдыха Агверана Разданского района, как доказательства преступлений геноцидального характера, совершенных против армянского населения Сумгаита Азербайджанской ССР. Сегодня эти «Белые папки» находятся в архиве прокуратуры Республики Армения и по сути являются единственным систематизированным на профессиональном уровне свидетельством по сумгаитским погромам. В 1989 году по инициативе Г. Котанджяна, в результате переговоров с азербайджанской стороной, был произведен беспрецедентный мирный обмен трёх тысяч разданских азербайджанцев и бакинских армян с правовым гарантированием защиты финансовых интересов и интересов собственности переселенцев.
В 1988-89 гг. во Всесоюзном штабе эвакуации пострадавших от землетрясения в Армении под координацией Г. Котанджяна в советских курортах и в домах отдыха было организовано проживание — с обеспечением питания, медицинского обслуживания и обучения в школах 10 000 семей — около 30 000 человек, в основном женщин и детей. В 1989-90г.г. он, будучи инспектором при первом секретаре ЦК КП Армении, членом Центрального Комитета Коммунистической партии Армении и депутатом Верховного Совета, являлся разработчиком официальных аналитических материалов по карабахскому процессу для руководства ЦК КП Армении.
С апреля по декабрь 1991 г. Г. Котанджян, будучи старшим научным сотрудником и докторантом Академии общественных наук ЦК КПСС, исполнял обязанности Министра иностранных дел в составе правительства Нагорного Карабаха в изгнании в Москве вместе с Мариусом Юзбашяном (Министр национальной безопасности) и Юрием Барсеговом (Министр юстиции). Данная работа осуществлялась в период санкций в отношении Армении, в связи с её отказом от участия в референдуме по Новому союзному договору. Правительство в изгнании оказало помощь властям Армении, а через неё и Нагорному Карабаху для правильной ориентации в угрозах, обусловленных развалом СССР и потерей контроля центральных властей за возможным манипулированием совокупной мощью ядерной сверхдержавы против интересов безопасности Армении и Нагорного Карабаха. Исключительную важность для интересов безопасности Армении и Нагорного Карабаха представляло ориентирование по перспективам военной авантюры в период государственного переворота «ГКЧП СССР», в конечном счете, — для принятия решений по вопросу своевременной подготовки и проведения референдума о независимости на территории Армянской ССР, провозглашения независимости Нагорно-Карабахской республики в сентябре 1991 года и проведения в декабре того же года референдума по самоопределению НКР. Создание правительства в изгнании Нагорного Карабаха в СССР народным депутатом Зорием Балаяном и руководителем штаба Нагорного Карабаха при правительстве Армении, и. о. министра внутренних дел Ашотом Манучаряном было вынужденным чрезвычайным шагом, предпринятым в крайне неблагоприятных условиях формирования суверенитета Армении и НКР.

## Некоторые монографии
- «Ethnic Politics of Conflict. Landmarks of Defense Policy and National Security of Armenia». INSS, MOD, Armenia, Yerevan, 2010, 762 P.
- «Political Problems Of Security: Perestroika In The Ussr — Karabakh, Armenia, South Caucasus — Afghanistan». INSS, MOD, Armenia, Yerevan, 2009, 656 p.
- «Blueprint Of Armenia’s National Security Strategy (Applied Research And Development)», in «Guidelines On Developing Armenian National Security Strategy In The Context Of Regional Security Architecture». INSS, MOD, Armenia, Yerevan, 2008, pp. 481–513, 604 p.
- «Guidelines On Developing Armenian National Security Strategy In The Context Of Regional Security Architecture». SNSEE-INSS-NSOOC, NDU, Washington-Yerevan, 2004—2005.
- H.S. Kotanjian. «Politologische Probleme Der Identifizierung Und Regulung Des Bewaffneten Konflikts In Karabach: Der Einige Politisch-Rechtliche Aspekte Des Berg-Karabach Problems» (in German, Frankfurt am Main. 1999).
- «Этнополитология консенсуса-конфликта. Цивилизационный аспект национальной безопасности». Фонд национальной И международной безопасности. Москва, Луч, 1992 214 стр. /«Ethnic Politics Of Consensus And Conflict: Civilization Aspect Of National Security», in Russian, National and International Security Foundation, Moscow, Louch, 1992, 214 p./.
- «Основы военной политики Республики Армения: Цивилизационный аспект национальной безопасности». Отдел военной политики МО РА, Гайк Котанджян, Ереван, 1992, 90 СТР. /«Principles Of Defense Policy Of The Republic Of Armenia: Mlitary-Political Aspect Of National Security». Mlitary Policy Department, By Hayk Kotanjian (in Russian, Yerevan, 1992, 90 p.)/.
- «Введение в этнополитологию консенсуса-конфликта. Теоретико-методологические проблемы цивилизационного анализа». Москва, Российская академия управления, Луч, 1992, 112 стр. /«Introduction To The Ethnic Policy Of Consensus-Conflict. Theoretical-Methodological Problems Of Civilization Analysis». Russian Academy Of Public Policy (in Russian, Moscow, Louch, 1992, 184 p.)/.
- «Грани согласия-конфликта. Цивилизационные проблемы теоретической И прикладной политологии». Российская академия управления, Москва, Луч, 1991, 184 стр. /«Facets Of Consensus — Conflict. Civilization Problems Of Theory And Applied Research In Political Science» (in Russian, Russian Academy of Public Policy, Moscow, Louch, 1991, 184 p.).
- «Социально-психологические факторы управления коллективом», Ереван, Айастан, 1983, 172 стр. /«Social-Psychological Factors Of Management Of Collectives». Yeravan, Hayastan, 1983, 172 p./